# Ribeira Brava, Kap Verde
Vila da Ribeira Brava är en kommunhuvudort i Kap Verde.   Den ligger i kommunen Concelho da Ribeira Brava, i den norra delen av landet, 200 km norr om huvudstaden Praia. Vila da Ribeira Brava ligger 142 meter över havet och antalet invånare är 5 324. Den ligger på ön Ilha de São Nicolau.
Terrängen runt Vila da Ribeira Brava är huvudsakligen kuperad, men åt nordost är den platt. Havet är nära Vila da Ribeira Brava åt nordost. Trakten är glest befolkad. Vila da Ribeira Brava är det största samhället i trakten. 
Omgivningarna runt Vila da Ribeira Brava är i huvudsak ett öppet busklandskap.